# M56 motorway
Der zwischen 1971 und 1981 für den Verkehr freigegebene M56 motorway (englisch für Autobahn M56), auch bekannt als North Cheshire Motorway, ist eine rund 54 km lange Autobahn in England. Er verbindet den Autobahnring von Manchester (M60 motorway) mit Chester und eröffnet den Zugang zur als Verbindung nach Irland wichtigen, gut ausgebauten A55 road und zur A494 road.
Der M56 bildet einen Teil der Europastraße 22.